# Kachihalli, Belur
Kachihalli là một làng thuộc tehsil Belur, huyện Hassan, bang Karnataka, Ấn Độ.